# Ytterlännäs nya kyrka
Ytterlännäs nya kyrka är en kyrkobyggnad i Ytterlännäs socken. Den är församlingskyrka i Ytterlännäs församling i Härnösands stift.

## Kyrkobyggnaden
Kyrkan byggdes 1848-1854 på Näsholmen, sedan Ytterlännäs gamla kyrka blivit för trång. Sakristian var tidigare inrymd i en utbyggnad i öster som 1896 byggdes om till kor. En ny sakristia byggdes till i nordost.

## Orglar
Ursprungliga orgeln på 16 stämmor byggdes 1854 av Johan Gustaf Ek från Torp i Medelpad. Ny orgel på 28 stämmor och två manualer samt pedal byggdes av Setterqvist & Son i Örebro. 1962 byggdes den om till 30 stämmor.